# 99-я мотострелковая дивизия
99-я мотострелковая дивизия — воинское соединение Сухопутных войск Советской армии в 1980-е годы.
Условное наименование — Войсковая часть № 12848 (в/ч 12848). Сокращённое наименование — 99 мсд.
Формирование находилось в составе 25-го армейского корпуса Дальневосточного военного округа.

## История
99 мотострелковая дивизия сформирована в 1983 году. С 1984 году находилась на Чукотке. Формировалась, под предлогом защиты чукотских аэродромов, в районе специального гигантского подземного хранилища ядерных боеприпасов «Портал», сооружённого в 1958 году. Настоящей целью было прикрытие ракетных комплексов РСД-10 «Пионер» в случае их передислокации на Чукотку.
В 1996 (по другим данным в 1999 году) году свёрнута в 3840-ю БХВТ. Расформирована 1 декабря 2001 года.

## Состав
Дивизия была неполного штата и её численность не превышала 1500—1800 человек.
В отличие от стандартной мотострелковой дивизии СА, в 99-й дивизии не было танкового, зенитного ракетного и артиллерийского полков. Вместо батальонов обеспечения — роты.
- управление (пгт Угольные Копи):
- 1323-й мотострелковый Краснознамённый, ордена Красной Звезды полк (Бухта Провидения);
- 1324-й мотострелковый полк (п. Гудым);
- 1326-й мотострелковый полк (п. мыс Шмидта);
- 1327-й мотострелковый полк (п. Гудым);
- отдельный ракетный дивизион (п. Гудым) — расформирован в 06.1989;
- отдельный танковый батальон (пгт Угольные Копи);
- отдельный зенитный ракетно-артиллерийский дивизион (пгт Угольные Копи);
- отдельная рота материального обеспечения (п. Гудым);
- 1156-й отдельный батальон связи (пгт Угольные Копи);
- отдельная разведывательная рота (пгт Угольные Копи);
- отдельная инженерно-сапёрная рота (пгт Угольные Копи);
- отдельная ремонтно-восстановительная рота (п. Гудым);
- 37-я отдельная медицинская рота (п. Гудым);
- ОВКР (пгт Угольные Копи).[1]
- отдельный батальон материального обеспечения (пгт Угольные Копи).